# Ganj Murādābād
Ganj Murādābād är en ort i Indien.   Den ligger i distriktet Unnao och delstaten Uttar Pradesh, i den centrala delen av landet, 300 km sydost om huvudstaden New Delhi. Ganj Murādābād ligger 137 meter över havet och antalet invånare är 9 970.
Terrängen runt Ganj Murādābād är mycket platt. Runt Ganj Murādābād är det tätbefolkat, med 683 invånare per kvadratkilometer. Närmaste större samhälle är Bāngarmau, 7,8 km söder om Ganj Murādābād. Trakten runt Ganj Murādābād består till största delen av jordbruksmark.